# Gevigney-et-Mercey
Gevigney-et-Mercey é uma comuna francesa na região administrativa de Borgonha-Franco-Condado, no departamento de Alto Sona. Estende-se por uma área de 19,45 km². Em 2010 a comuna tinha 486 habitantes (densidade: 25 hab./km²).